# Kalinovo
Kalinovo (in ungherese Kálnó) è un comune della Slovacchia facente parte del distretto di Poltár, nella regione di Banská Bystrica.